# Сысертское водохранилище
Сысе́ртское водохранилище (Сысертский пруд) — водохранилище на реке Сысерти, в городе Сысерти Свердловской области России. Создано в году для Сысертского железоделательного завода как заводской пруд. Источник производственного, хозяйственно-бытового водоснабжения и рекреационный водоём.

## География
Плотина расположена на реке Сысерть в 39 км от её устья, недалеко от места впадения в неё реки Чёрная. Подпор воды образовал два рукава пруда: по руслу Сысерти (с юга на север) более 5 километров, и по руслу Чёрной (с северо-запада на юго-восток) более 3 километров. При соединении этих рукавов образовалась наиболее широкая часть пруда, вытянутая с запада на восток. На правом (южном) берегу пруда в черте Сысерти находится гора Бессонова. Верховья по руслам рек преимущественно покрыты лесом, в низовьях городская застройка. На левом берегу Сысерти расположен посёлок Луч. Севернее пруда расположена гора Большой Угор, упоминаемая П. П. Бажовым в автобиографической повести «Дальнее-близкое». Здесь же находится камень Сивко-Бурко — скала из розовато-серого крупнозернистого мрамора, контурами напоминающая свернувшуюся спящую лошадку. Этот объект является геоморфологическим и ботаническим памятником природы, имеет также историческое значение (был местом сходок рабочих). Площадь памятника 16 га. На берегах также имеются базы отдыха и детские лагеря.

## История
Строительство Сысертского железоделательного завода начато в 1732 году под руководством И. Н. Юдина. 31 июля 1733 года был выплавлен первый чугун, 1 августа 1733 года было запущено кричное производство. Плотина пруда была земляная, с деревянными ряжами, забита болотной глиной, которая не растворяется в воде и не теряет вязкости. Плотина ни разу не давала течи.

## Морфометрия
Площадь водосбора 786 км², площадь водной поверхности 3,38 км², нормальный подпорный уровень 234,5 м, полный объём 11,3 млн.м³, полезный объём 9,1 млн.м³. Максимальная высота плотины 11 метров, отметка гребня плотины 236,0 метра, длина 300 метров. Длина водоёма около 11 км, ширина до 1 км, глубина до 10 метров. В государственном водном реестре площадью 2,92 км².

## Ихтиофауна
В водохранилище водятся окунь, щука, чебак, лещ, карась, елец.

## Данные водного реестра
По данным государственного водного реестра России, водохранилище относится к Иртышскому бассейновому округу, речной бассейн реки — Иртыш, речной подбассейн реки — Тобол, водохозяйственный участок: Исеть от г. Екатеринбург до впадения р. Теча.
Код объекта в государственном водном реестре — 14010500621411200006952.

## Галерея

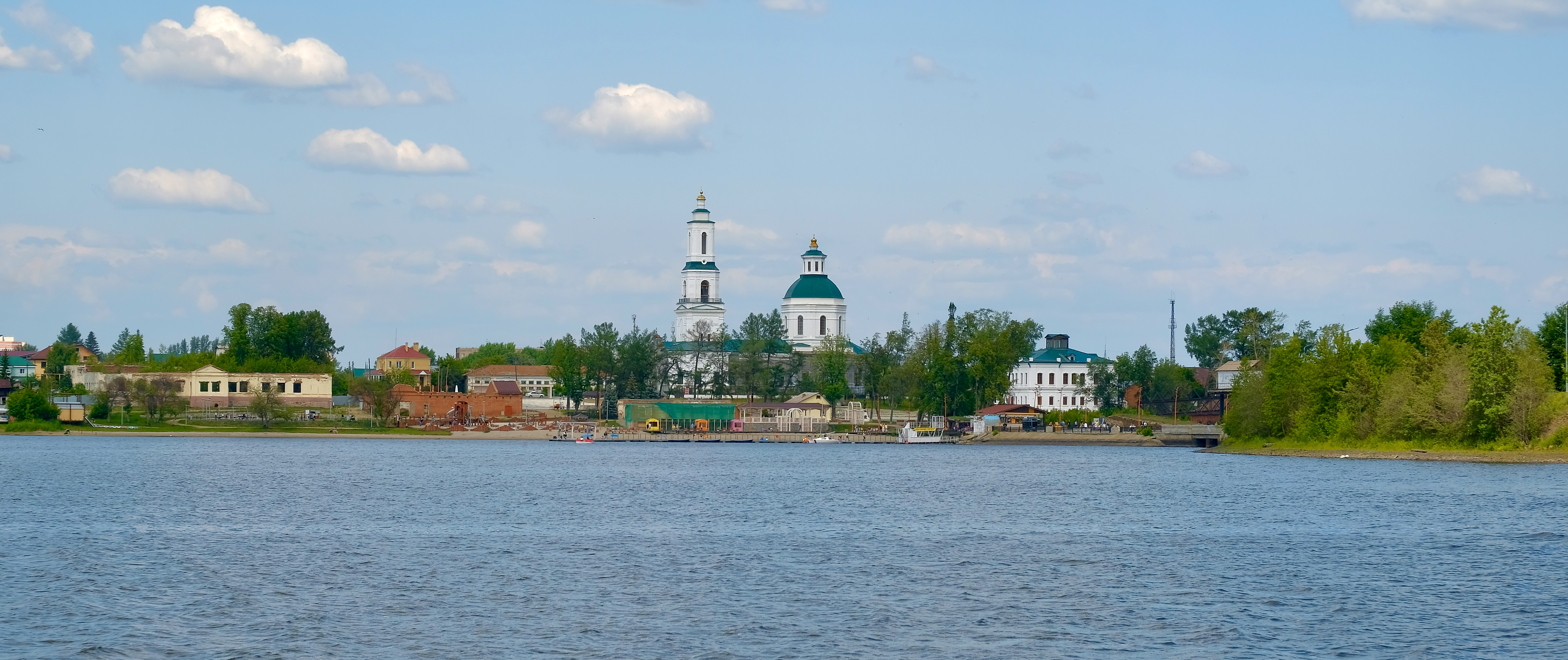
Вид на церковь Симеона и Анны
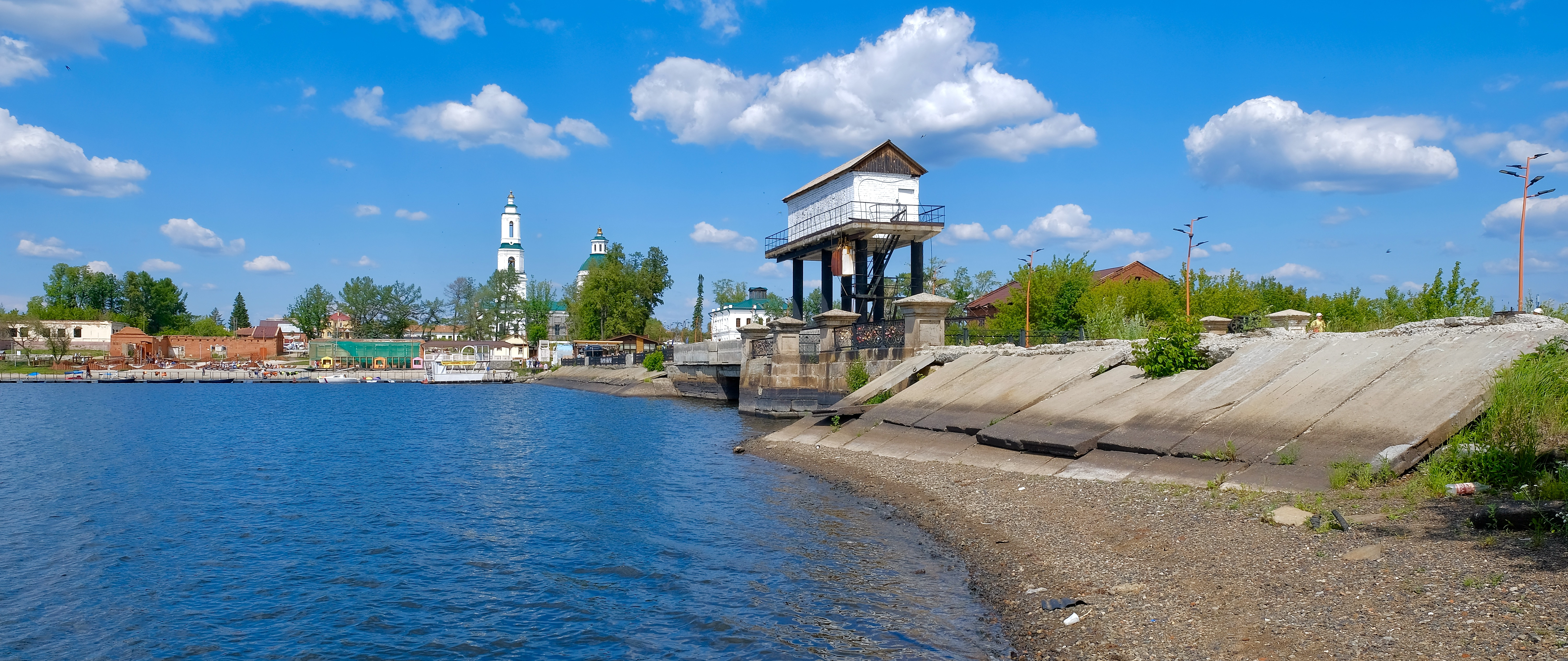
Плотина
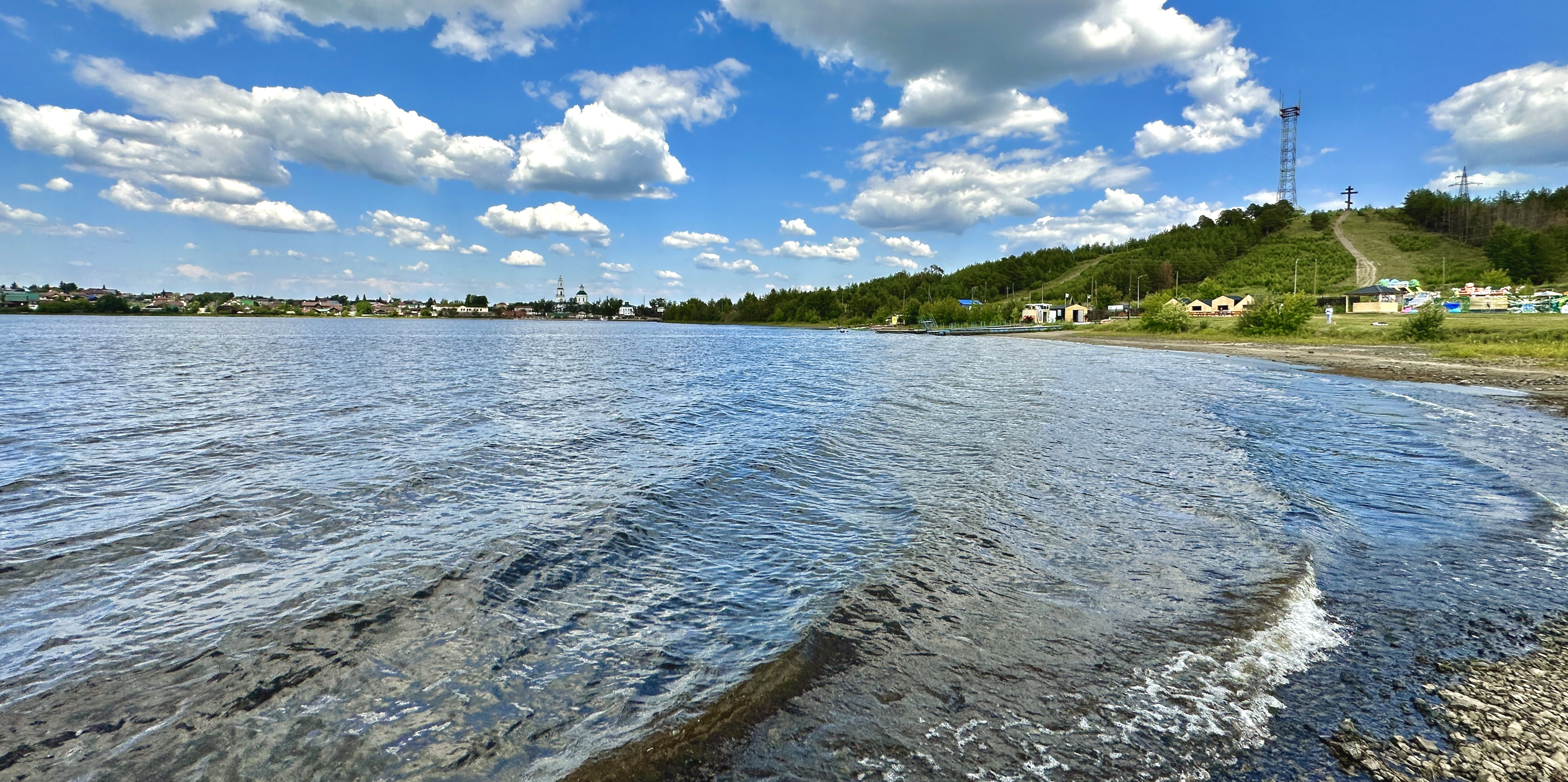
Вид восточной части, справа гора Бессонова
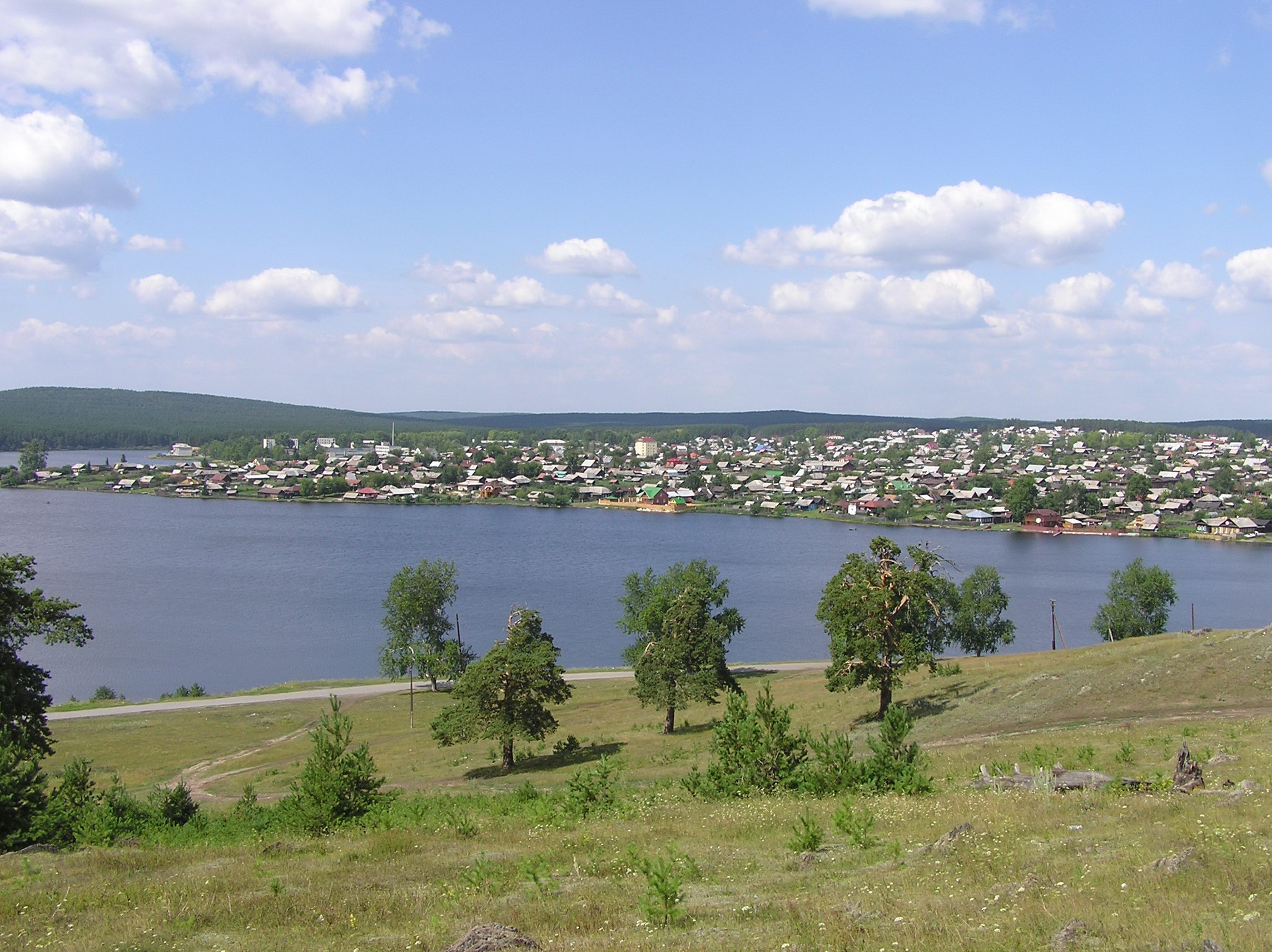
Вид с горы Бессоновой
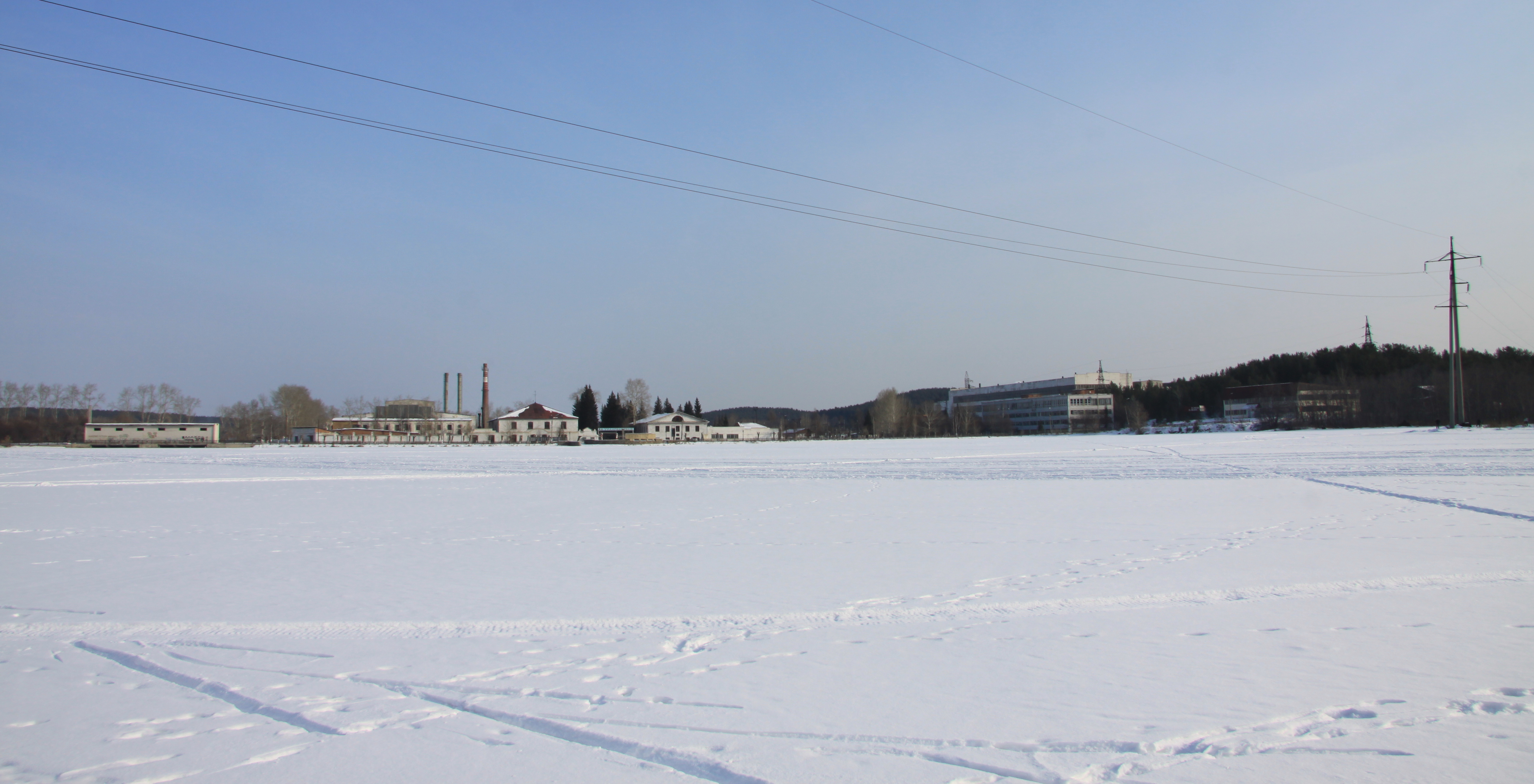
Пруд зимой